# Aeropuerto de Lynn Lake
El Aeropuerto de Lynn Lake (del inglés: Lynn Lake Airport) (IATA: YYL, OACI: CYYL) está ubicado adyacente a Lynn Lake, Manitoba, Canadá.  

## Aerolíneas y destinos
- Perimeter Airlines
  - Thompson / Aeropuerto de Thompson
- Bearskin Airlines
  - Flin Flon / Aeropuerto de Flin Flon
  - The Pas / Aeropuerto de The Pas
  - Winnipeg / Aeropuerto Internacional de Winnipeg-Armstrong